# Folha seca
Folha seca, ou Chute de folha seca, é uma terminologia usada no futebol para falar de um chute de três dedos em que a bola, enquanto na ascendente, faz um efeito repentino de descaída, tal qual à queda de uma folha seca da árvore, daí seu nome. Foi inventado pelo futebolista brasileiro Didi Entre os jogadores que dominam a técnica está Cristiano Ronaldo. 
No Chute de folha seca dois fenômenos aerodinâmicos são responsáveis pelo efeito da bola: a força ascensional, a mesma que ajuda os aviões a voar, e o chamado Efeito Magnus.

## Exemplos de Gols marcados com o chute folha seca
- o gol de falta marcado pelo Didi contra o Peru, em 1957, no Maracanã.[7]
- O gol do Garrincha, contra a Inglaterra, na Copa de 1962
- Tiago Luís, do Goias, contra o Goianesia em 2013.[8]

## Ver Também
- Trivela (futebol)